# Filozof
Filozof (ve stylově příznakové podobě také filosof) je člověk, který se zabývá filozofickými otázkami v různých oblastech této disciplíny, který ji pěstuje a případně vyučuje. Jeho metodou je studium a výklad filozofických i uměleckých děl, racionální a kritická argumentace a diskuse. Podle Platóna je počátkem filozofické práce údiv nad tím, jak se věci mají, a filozof má podle svého poznání také žít.

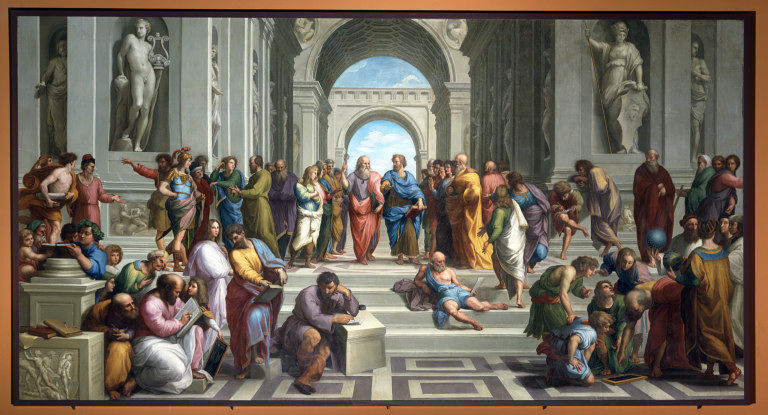
Raffael Santi, Athénští filozofové (Freska ve Vatikánu, 1511)

## Historie
Řecké filosofos vzniklo spojením slov filein, mít rád, a sofia, moudrost, znalost, dovednost. Původně souviselo se vzděláváním a označovalo člověka, který se snaží rozumově poznávat pravdu a dobře jednat, a to ne z čistě účelových pohnutek. Určitější význam dostalo patrně až u Sókratových žáků, zejména u Xenofonta a Platóna. Podle pozdějších autorů, kteří vznik pojmu připisovali už Pythagorovi, vzniklo v opozici k sofistům, kteří se živili vyučováním řečnictví a podobných dovedností, a mělo zdůraznit, že filozof není moudrý (sofos), nýbrž moudrost hledá. „Kdo je moudrý a vědění už má, nepotřebuje filozofovat.“ Sókratés naproti tomu o sobě tvrdí, že neví nic, ale totéž zjišťuje u svých partnerů, kteří se pokládají za vzdělance a znalce.

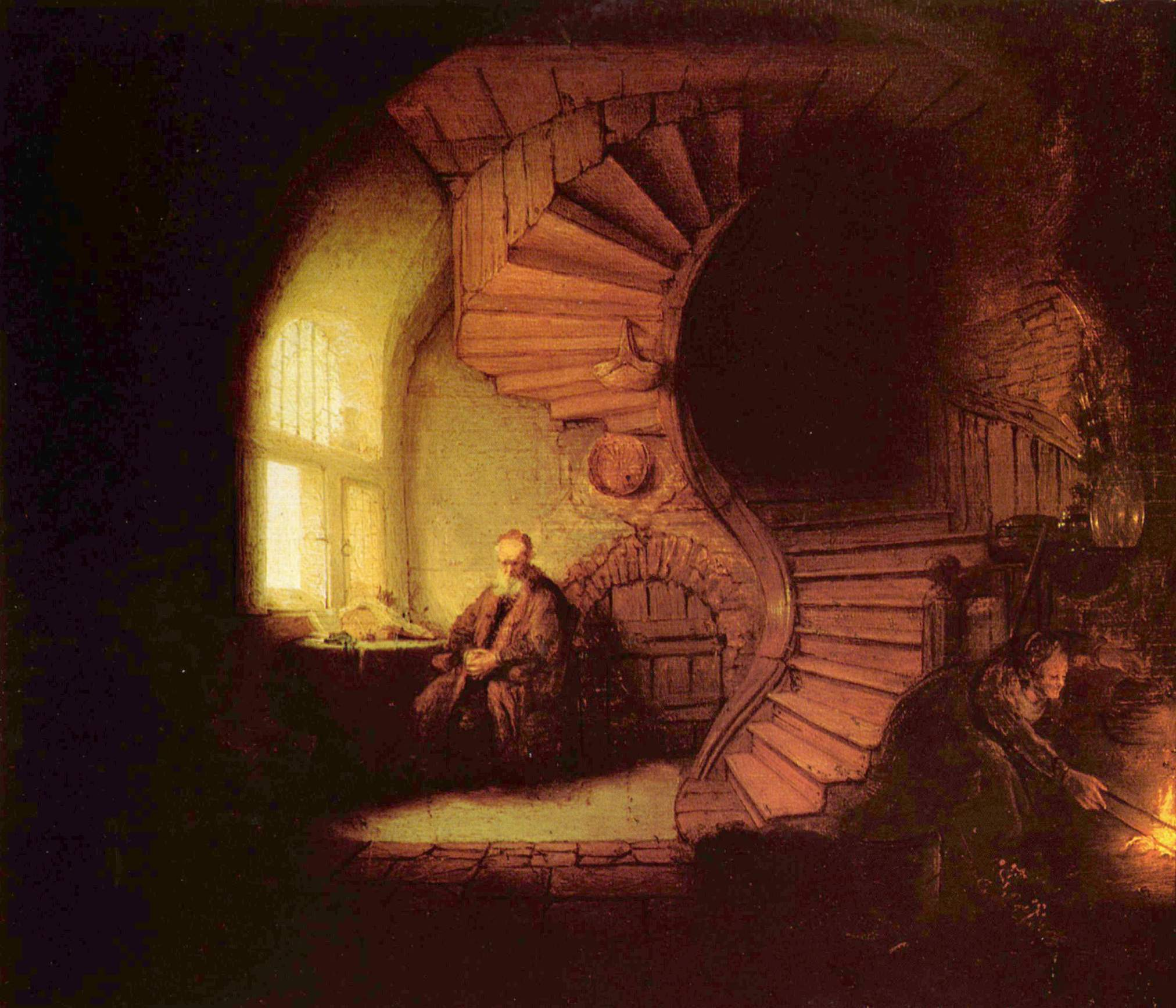
Rembrandt, Filozof (1632)

Praktičtější obrat nastává u stoiků, zejména latinských, kteří oproti pouhému poznávání zdůrazňují dobré jednání (Cicero, Marcus Aurelius). Podobně soudí i starší křesťanští myslitelé, k filozofii jako rozumovému poznávání často skeptičtí. Teprve ve vrcholném středověku, kdy se budovalo soustavné školské vzdělávání, je filozofie jeho nezbytnou částí. Ve filozofii se člověk učí argumentovat a soustavně myslet, což mu má pak posloužit v dalším studiu, zejména teologickém. Od 14. století se filozofie od teologie odděluje a přestává argumentovat autoritami (Bible, staří myslitelé), přesto jsou filozofy po celý středověk téměř výlučně kněží.
Nedůvěru k filozofii znovu oživil Martin Luther, přesto se na univerzitách vyučovala dále, od 16. století se však vyskytují i myslitelé laičtí, kteří působili mimo univerzity (René Descartes, Francis Bacon, John Locke, Jean-Jacques Rousseau, Voltaire, David Hume). Někteří se pak prosadili i na univerzitách (Immanuel Kant, Georg Wilhelm Friedrich Hegel) a od počátku 19. století je už filozof zpravidla laik a univerzitní učitel. Filozofie se stává samostatnou disciplínou a od ní se oddělují další speciální vědy, i když se vyučují na filozofických fakultách a dodnes se i vědcům uděluje titul „doktor filozofie“ (Ph.D.)
Od 19. století přibývá nezávislých filozofů, kteří učí, živí se svými spisy a na některé z nich naváží samostatné myšlenkové školy (I. Kant, G. W. F. Hegel, Auguste Comte, Søren Kierkegaard, John Stuart Mill, Friedrich Nietzsche, Albert Camus). S rozšiřováním vysokoškolského vzdělávání se filozofové stávají početnou akademickou profesí a rozdělují se do mnoha směrů a škol, často krátkého trvání. Někteří označení „filozof“ výslovně odmítli (Hannah Arendtová, Michel Foucault) a Karl Popper často kritizoval „profesionální filozofy“, kteří místo vlastního myšlení jen komentují díla jiných.

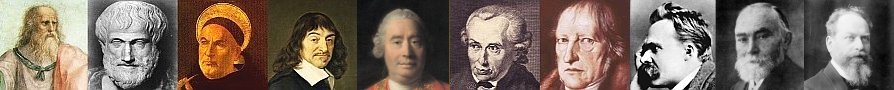
Filozofové: Platón, Aristotelés, Tomáš Akvinský, R. Descartes, D. Hume, I. Kant, G. W. F. Hegel, F. Nietzsche, G. Frege, E. Husserl

## Filozofické instituce
Kromě univerzit se filozofové sdružují v odborných ústavech (v ČR například Filosofický ústav AV ČR), mezinárodních sdruženích a kolem odborných časopisů. V ČR k nim patří Filosofický časopis nebo Reflexe, z mezinárodních časopisů například Deutsche Zeitschrift für Philosophie, European Journal of Philosophy, Epoché, Ethics, International Philosophical Quarterly, Philosophy Today a mnoho jiných.

## Filozofické ceny
UNESCO uděluje každé čtyři roky Avicennovu cenu za etiku ve vědách, japonská nadace Inamori uděluje Kjótskou cenu za umění a filozofii a Královská švédská akademie věd uděluje Cenu Rolfa Schocka za logiku a filozofii.